# Metaselena alboatra
Metaselena alboatra är en fjärilsart som beskrevs av Diakonoff 1939. Metaselena alboatra ingår i släktet Metaselena och familjen vecklare. Inga underarter finns listade i Catalogue of Life.